# Penisola Eielson
La penisola Eielson è una penisola lunga circa 37 km in direzione est-ovest e larga circa 19 km, situata sulla costa orientale della Terra di Palmer, in Antartide. Quasi completamente ricoperta dai ghiacci, la penisola si trova in particolare sulla costa di Black, dove si estende nel mare di Weddell separando l'insenatura di Lehrke, a sud, dall'insenatura di Smith, a nord, e dove la sua punta più orientale, ossia capo Boggs, si trova esattamente di fronte all'isola Dolleman.

## Storia
La parte settentrionale della penisola Eielson fu scoperta il 20 dicembre 1928 da George Hubert Wilkins durante un volo di ricognizione della costa, che la battezzò come "Capo Eielson" in onore di Carl Ben Eielson, un pilota che il 16 novembre 1928 effettuò il primo sorvolo dell'Antartide assieme allo stesso Wilkins. In seguito, la formazione fu completamente cartografata dallo United States Geological Survey, che ne scoprì la natura di penisola, sulla base di ulteriori ricognizioni effettuate dalla marina militare statunitense negli anni 1960 e il nome fu ufficialmente ratificato dal comitato consultivo dei nomi antartici.